# ニコライ・ドブロリューボフ

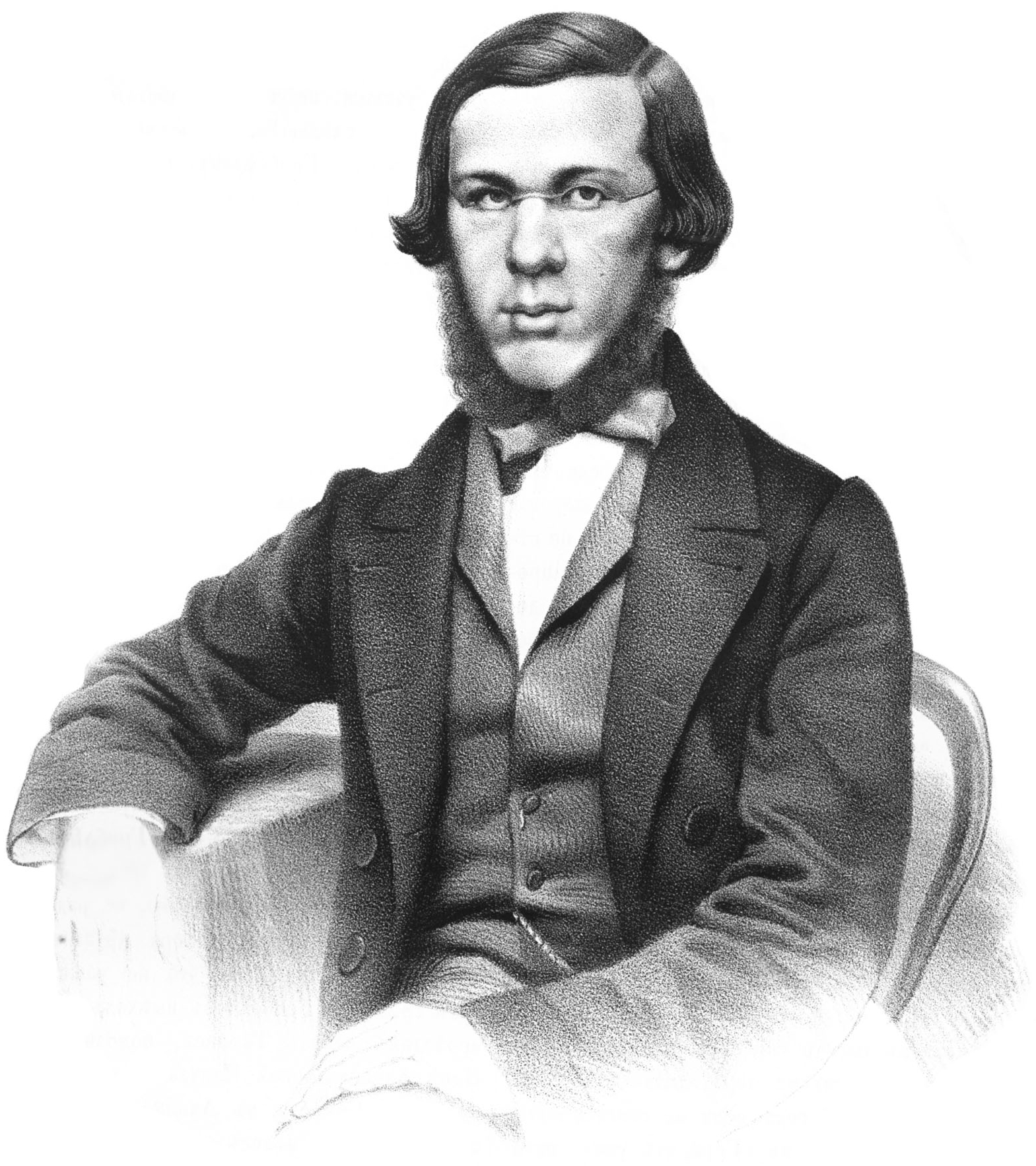
ニコライ・ドブロリューボフ

ニコライ・アレクサンドロヴィチ・ドブロリューボフ（ロシア語: Никола́й Алекса́ндрович Добролю́бов、1836年2月5日 - 1861年11月29日）はロシア帝国の文芸評論家・社会批評家。

## 生涯
ニジニ・ノヴゴロド州の州都ニジニ・ノヴゴロドに、貧しい司祭の息子として生まれる。最初の教育は母によって行われたが、3歳の時にクルイロフの『寓話』を暗誦できたという。乳母のナタリヤからはおとぎ話・民話・民謡を聞かされて育つ。8歳の時から土地の神学校の青年教師についてロシア語文法・ラテン語・ギリシャ語・宗教詩・地理などを学んだ。11歳にはニジェゴロードの初等神学校の最終学年に編入され、翌年に神学校文学科に入学し、そこではロシアや外国の文学と芸術、歴史・哲学・心理学・論理学の研究に熱中した。13歳でホラティウスを翻訳し、ニジェゴロード県の俚諺や民話を集め、詩や散文をつづり脚本を書くという早熟の才に恵まれた。
1853年、17歳の時に神学校を卒業する1年前に退学し、ペテルブルクの教育大学に入学する。学長や大学当局の経営上の乱脈や職権濫用について教育省次官に提訴し、1855年秋から手書きの非合法新聞『噂』で教育省の行政と専制政治の糾弾まで行った。これが社会問題への最初の接触となる。翌年には両親を失い、家庭教師のアルバイトをしながら研究に励み、放校と流刑の威嚇を受けながら最優秀の成績で高等学校教頭の資格を得て卒業。
学長の妨害により教職には就けなかったが、1856年夏に出会っていた『同時代』誌の批評家・チェルヌイシェフスキーによって認められ、雑誌の同人として迎えられた。『同時代』誌に諷刺欄『汽笛』を設け、その主筆・編集者・卓越した諷刺家として、ツルゲーネフなどの自由主義者や農奴制の擁護者への論難を開始した。過労のため結核に冒され1860年5月末に友人たちの懇願をいれて、ドイツ・フランス・イタリアへ療治に出かけたが根治にいたらず、1861年8月にはペテルブルクにもどって激務を再開し、10月に病床に伏し短い生涯を閉じた。

## 代表作
- 『オブローモフ主義とは何か？』 Чтотакоеобломовщина?, 1859年
  - 『オブローモフ主義とは何か？』 金子幸彦訳、岩波文庫、1975年
- 『闇の王国の中の一条の光』 Луч света в Темном Царстве, 1860年
  - 『闇の王国の中の一条の光』 横田三郎訳、にんげん社、1983年
- 『その日はいつ来るか？』 Когда же придет настоящий день?, 1860年
- 『うちのめされた人々』 Забитые люди, 1861年

- 『ドブロリューボフ著作選集』全18巻、横田三郎訳、鳥影社、1996-2006年 - 後編は日記および書簡

-   - 別巻『同時代人たちの回想の中のドブロリューボフ』横田三郎訳、2009年 - 友人3名の回想記